# ハラーズ (ホテル)
ハラーズ・ラスベガス（Harrah's Las Vegas）は、アメリカ合衆国ネバダ州ラスベガスにあるカジノホテルである。
全米でカジノを展開するハラーズ・エンターテインメント社のラスベガスにおける代名詞的なホテルである。ただし、同社はシーザーズ・パレスやバリーズなどを所有していたシーザーズエンターテインメント社と合併し、多数の大型ホテルを所有するに至ったため、現在ではそれほど目立つ存在というわけではなくなっている。

## 沿革
- 1973年　「ホリデーカジノ」として開業。建物の前の蒸気船で有名なカジノホテルであった。
- 1997年　ハラーズ・エンターテインメント社により買収され、「ハラーズ」と改名する。

## 場所
- 3475 Las Vegas Boulevard South, Las Vegas, Nevada 89109, U.S.A.

ラスベガス大通り沿いの東側。周囲にはザ・リンク（旧インペリアル・パレス）やミラージュなどの大型ホテルがある。ホテルの裏手にはモノレールの駅もある。